# آنته کوویچ
آنته کوویچ (انگلیسی: Ante Čović؛ زادهٔ ۱۳ ژوئن ۱۹۷۵) یک بازیکن فوتبال اهل استرالیا است.

## تیم ملی
وی همچنین در تیم ملی فوتبال استرالیا بازی کرده‌است.